# ما يصح إلا الصحيح (مسرحية)
ما يصح الا الصحيح، هي مسرحية فكاهية كويتية عرضت في أكثر من دولة خليجية بطولة طارق العلي، و منى عبد المجيد، و حسن البلام، و عبد الناصر درويش، و أحمد العونان، و إسماعيل سرور. إخراج: محمد خالد.

## وصلات خارجية
- ما يصح إلا الصحيح (مسرحية) على قاعدة بيانات الأفلام العربية